# Fight for the Rock
| Recensione | Giudizio |
| ---------- | -------- |
| AllMusic   | [ 1 ]    |
| Rock Hard  | 7,0/10   |

Fight for the Rock è il terzo album in studio del gruppo musicale heavy metal statunitense Savatage, pubblicato nel 1986 dalla Atlantic Records.

## Il disco
In occasione di questo album, il gruppo si avvicina a sonorità hair/pop metal, e pertanto è considerato uno degli album peggiori della band dai loro sostenitori. Venne paragonato ad uno stile simile a quello dei Van Halen o di altre band di questo filone americano. Come in molti altri casi in cui altre heavy metal band di stampo tradizionale avevano ottenuto un certo successo, anche in questo l'etichetta impose al gruppo di orientarsi su strade più commerciali per incrementare ulteriormente le vendite. Nel disco venne inoltre riproposta dal power ballad Out on the Streets, tratta dal debutto, con l'aggiunta di cori di facile presa e la cover dei Badfinger "Day After Day". Il disco, come da previsioni, non ottenne un particolare successo, così il gruppo tornerà a dedicarsi allo stile di sempre, tralasciando le influenze del pop metal. Da menzionare anche l'entrata del bassista Johnny Lee Middleton, che raggiunse la band proprio in occasione di questo album.

## Tracce
1. Fight For The Rock – 3:55
2. Out On The Streets – 3:58
3. Crying For Love – 3:27
4. Day After Day (Badfinger Cover) – 3:40
5. The Edge Of Midnight – 4:52
6. Hyde – 3:51
7. Lady In Disguise – 3:08
8. She's Only Rock 'N Roll – 3:14
9. Wishing Well (Free cover) – 3:20
10. Red Light Paradise – 3:56

## Formazione
- Jon Oliva - voce, pianoforte
- Criss Oliva - chitarra, voce addizionale
- Johnny Lee Middleton - basso
- Steve Wacholz - batteria

### Altri musicisti
- Larry Dvoskin - tastiere
- Brent Daniels - voce addizionale

## Classifiche
| Classifica (2021) | Posizione massima |
| ----------------- | ----------------- |
| Germania          | 67                |